# Умаров, Мансур
Мансур Умаров — советский хозяйственный, государственный и политический деятель.

## Биография
Родился в 1917 году в Бухаре. Член КПСС с 1942 года.
Участник Великой Отечественной войны, командир взвода 1231-го Краснознамённого гаубичного артиллерийского полка РГК 4-го Украинского фронта. С 1946 года — на хозяйственной, общественной и политической работе. В 1946—1971 гг. — ответственный работник в Сурхандарьинской области Узбекской ССР, слушатель Высшей партийной школы при ЦК ВКП(б), секретарь Сурхандарьинского обкома КП Узбекистана, первый секретарь Сары-Ассийского райкома КП Узбекистана, председатель Сурхандарьинского облисполкома, заместитель министра пищевой промышленности Узбекской ССР.
Избирался депутатом Верховного Совета Узбекской ССР 5-го, 6-го и 7-го созывов. Делегат XXII и XXIII съездов КПСС.
Умер до 1985 года.